# Estación Nahuel Pan
Nahuel Pan es una estación de ferrocarril ubicada en el paraje rural del mismo nombre, Departamento Futaleufú, Provincia del Chubut, República Argentina, en el ramal de Ingeniero Jacobacci a  Esquel.

## Ubicación geográfica de la estación
Se encuentra a 29 km de la localidad de Esquel.

## Recorrido turístico
El Servicio que supo recorrer 402 kilómetros hasta Jacobacci hoy solo presta un servicio turístico entre Esquel y Nahuel Pan y periódicamente el servicio de pasajeros hasta El Maitén, sede de los talleres centrales y hoy cabecera norte del recorrido. Excepcionalmente se une con Jacobacci en contrataciones chárteres

## Galería de imágenes

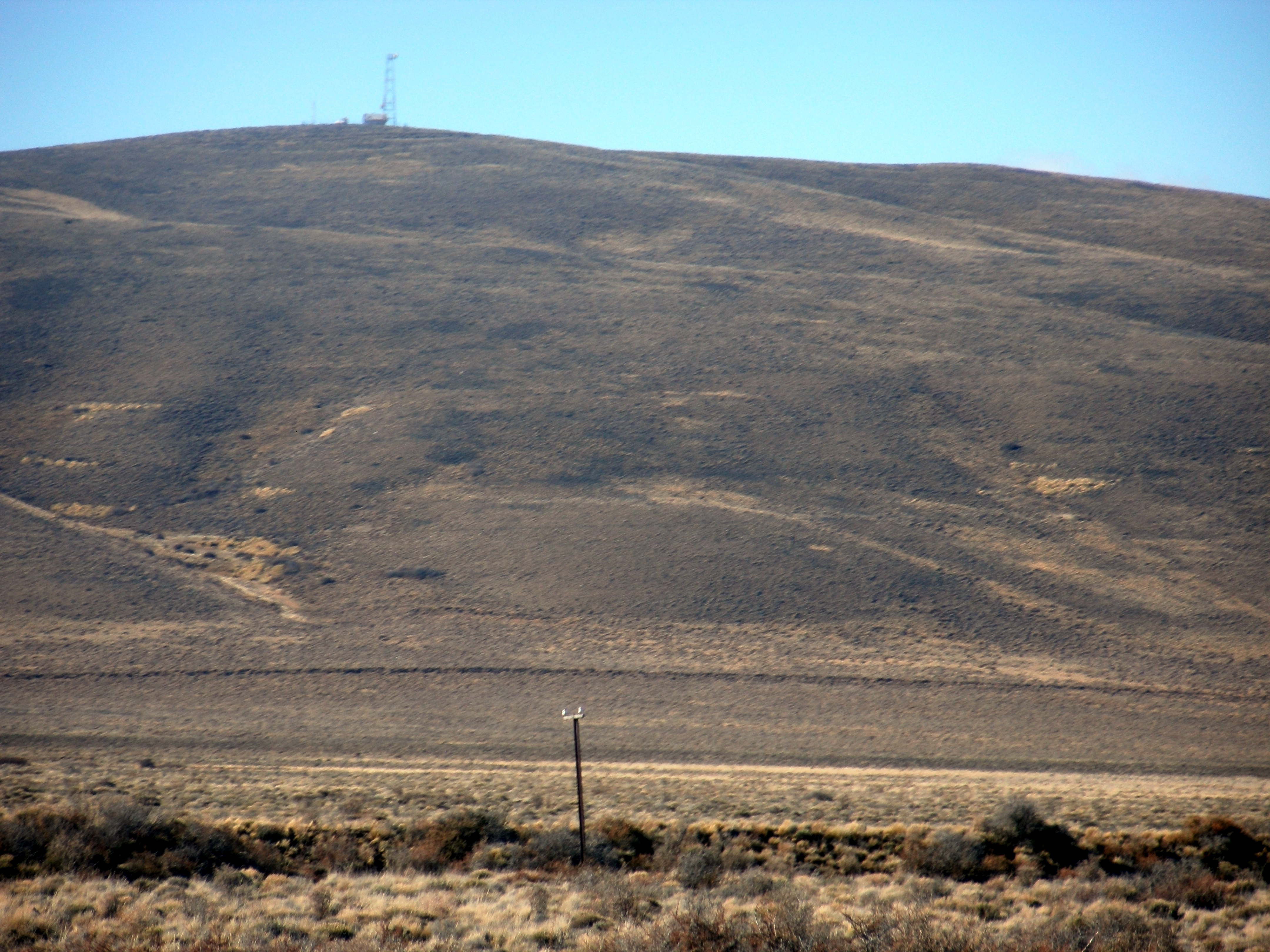
Tramo entre las estaciones Nahuel Pan y Esquel.
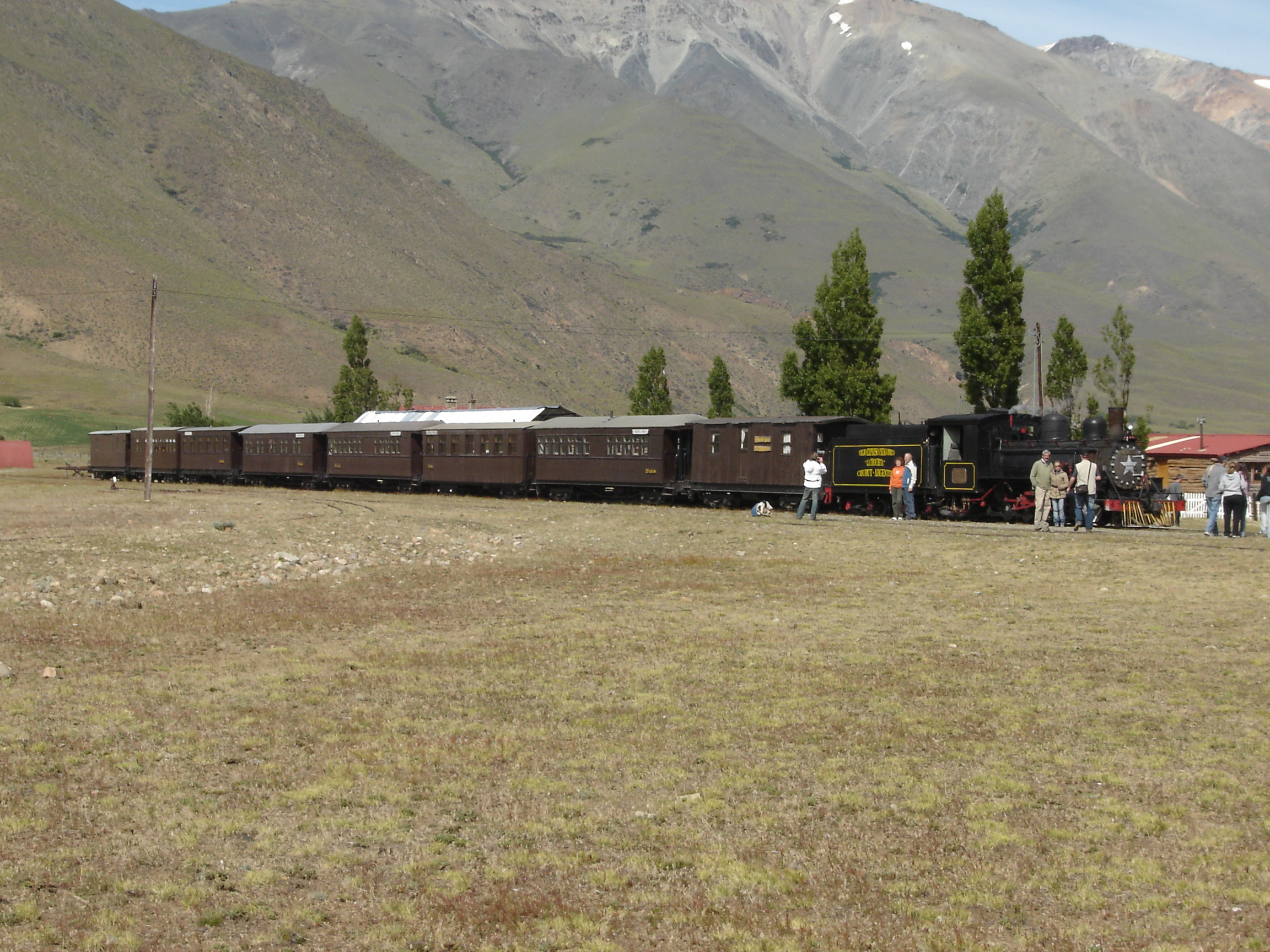
Otra Vista de La Trochita, Estacionada en la Estación Nahuel Pan